# Dénesfa
Dénesfa è un comune di 375 abitanti situato nella contea di Győr-Moson-Sopron, nell'Ungheria nordoccidentale.